# 농식품수출정보
- KATI(http://www.kati.net) : 한국농수산식품유통공사에서 운영하는 농식품수출정보사이트로 농식품 해외시장개척 시 필요한 정보를 제공한다.

KATI는 회원가입이나 로그인 없이 모든 정보를 열람할 수 있습니다. 또한, 홈페이지에서 구독 서비스를 신청하면 매주 새로운 소식과 관심 분야의 뉴스를 받아볼 수 있습니다.
KATI는 페이스북, 카카오톡 채널, 네이버 블로그 등을 통해 다양한 계층의 수출 정보 요구를 만족시킬 수 있도록 친근하고 재미있게 접할 수 있는 콘텐츠를 제공하고 있다.
페이스북 채널 주소는 ‘www.facebook.com/2018KATI’, 카카오톡 채널은 ‘KATI’라는 이름으로 운영되고 카카오톡에서 'KATI'를 검색한 후 채널 추가를 하면 관련 콘텐츠를 받아볼 수 있다.
블로그 콘텐츠는 기존 aT 공식 블로그(blog.naver.com/gr22nade)를 통해 발행되고 있다.
또한 관심 설정 기능이 추가되면서 관심 있는 품목이나 국가의 뉴스만 골라서 한눈에 볼 수 있으며, KATI’s PICK을 통해 시의성 있는 뉴스를 확인할 수 있다.

## SNS 채널 정보
- 페이스북 공식홈페이지
- 카카오톡 플러스친구 공식홈페이지
- 네이버 블로그(aT) 공식홈페이지

## 공식 홈페이지
- 농식품수출정보(KATI)